# Acroporium baviense
Acroporium baviense là một loài Rêu trong họ Sematophyllaceae. Loài này được (Besch.) Broth. mô tả khoa học đầu tiên năm 1925.